# Miss Movin' On
"Miss Movin' On" é o single de estreia da girl group pop estadunidense Fifth Harmony, lançado como primeiro single do também de estreia EP Better Together. É o primeiro trabalho original lançado pelo grupo após terminarem em terceiro lugar na segunda temporada da edição norte-americana do reality show The X Factor e, logo em seguida, assinarem com as gravadoras Epic Records e Syco Music que pertencem a L.A. Reid e Simon Cowell, respectivamente. O single foi originalmente lançado em 15 de junho de 2013 no programa Live With Romeo, da rádio Saturday Night Online, e um mês depois, em 16 de julho, foi disponibilizado para download na loja virtual iTunes.

## Antecedentes e Promoção
Em maio de 2013, Julian Bunetta, produtor executivo do primeiro EP e do álbum de estúdio de Fifth Harmony, disse através de sua conta no microblog Twitter, "O single do 5H foi mixado e enviado para a gravadora nesta manhã. Está chegando". Em 4 de junho de 2013, o grupo afirmou no Twitter que tinham um anúncio relacionado ao single e, em 7 de junho, elas postaram no Vine um vídeo anunciando que o single de estreia se chamaria "Miss Movin' On". Em 14 de junho de 2013, o quinteto divulgou uma prévia de trinta segundos da faixa na plataforma online SoundCloud e, um dia depois, em 15 de junho, a versão completa do single foi lançada no programa de rádio Live With Romeo, do Saturday Night Online. A canção foi disponibilizada para compra no iTunes apenas um mês depois, em 16 de julho de 2013.

### Performances ao vivo
Em 20 de junho de 2013, Fifth Harmony realizou a primeira performance de "Miss Movin' On" durante entrevista cedida à rádio KIIS-FM e a 10 de junho, o grupo cantou uma versão acústica da faixa na Rádio Disney. A primeira apresentação televisionada do single aconteceu a 18 de julho de 2013 em Nova Iorque no programa The Today Show, onde elas também apresentaram o single promocional "Me & My Girls". A girl group também performou a canção nos programas de televisão Fox & Friends, The Arsenio Hall Show e Live! with Kelly and Michael. Em julho de 2013, Fifth Harmony deu início a "Harmonize America Mall Tour", turnê promocional para divulgar "Miss Movin' On" e o então futuro Better Together nos Estados Unidos. Entre o final de 2013 e início de 2014, o quinteto divulgou o single e o EP nas turnês "I Wish Tour" e "The Neon Lights Tour", de Cher Lloyd e Demi Lovato, respectivamente, nas quais participaram como atos de abertura. Em 26 de abril de 2014, Fifth Harmony cantou a canção na premiação Radio Disney Music Awards, em Los Angeles e, em julho, elas voltaram ao The Today Show para a divulgação do então novo single "BO$$", mas também performaram "Miss Movin' On".

## Recepção da Crítica
"Miss Movin' On" recebeu em média um retorno positivo da crítica especializada. Jessica Sager do PopCrush deu à faixa quatro estrelas e meia de cinco e comparou sua sonoridade com os estilos de Demi Lovato e Kelly Clarkson. "A canção é pop puro, mas o vocais de Fifth Harmony dão uma boa dose de alma que em muitos de seus contemporâneos e na maioria dos que são mais velhos do que elas, está faltando", completou Sager. Christina Lee do Idolator chamou o single de "explosivo" e disse que fãs de Kelly Clarkson e Taylor Swift irão apreciar como "Miss Movin' On" rapidamente constrói seu refrão. Lee ainda comentou a divisão dos solos: "Elas trocam os vocais de uma forma que cada integrante é ouvida, mas de maneiras sutis e inesperadas". A revista Billboard disse, "A faixa cumpre a promessa de um 'pop divertido', que o grupo fez à Billboard em abril no RDMA. O grupo foi realmente muito bem com seu álbum de estreia".
Bill Lamb do About.com observou que estão tentando criar uma popularidade para as girl groups, e que o single contém uma potente balada influenciando seu refrão. Bradley Stern do site MuuMuse deu quatro de cinco estrelas à canção. "'Miss Movin' On' [...] é certamente um dos melhores singles de estreia de um artista descoberto em um reality show recentemente. Elas são meninas talentosas, tanto em conjunto quanto individualmente", completou. Stern ainda elogiou os vocais e sua ponte, que segundo ele, lembra ao single "We Will Rock You", da banda Queen. O PopDust disse que a faixa é um bom início para Fifth Harmony e que pode ser o primeiro hit da versão norte-americana do The X Factor. "As letras são boas e provavelmente um poema para toda garota com um coração partido, o instrumental tem um ritmo cativante e os vocais são ótimos." O site Original Tune observou que essa é a mais completa faixa de um artista do The X Factor americano e que apesar da letra digna de um diário adolescente, não soa como a trilha sonora de um filme da Disney.

## Videoclipe
Logo após o lançamento do lyric video de "Miss Movin' On" em 18 de junho de 2013, o grupo divulgou em sua conta oficial no YouTube em 13 de julho uma prévia de 24 segundos do videoclipe. Dois dias depois, em 15 de julho, o videoclipe completo foi lançado. O vídeo mostra as cinco garotas se divertindo juntas em um parque de diversões, todas tentando superar o recente término com os seus namorados. As filmagens ocorreram poucos dias depois do lançamento do single, em 19 de junho de 2013 em San Diego, Califórnia, no Del Mar Fairgrounds e foi dirigido por Hannah Lux Davis.

## Faixas e formatos
| Download digital |                                      |         |  |
| N.º              | Título                               | Duração |  |
| 1.               | "Miss Movin' On"                     | 3:13    |  |
| 3.               | "Miss Movin' On (Spanglish Version)" | 3:15    |  |
| 4.               | "Miss Movin' On (Papercha$er Remix)" | 4:07    |  |

## Prêmios e Indicações
| Ano  | Prêmio                 | Categoria            | Trabalho Nomeado | Resultado                   |
| ---- | ---------------------- | -------------------- | ---------------- | --------------------------- |
| 2014 | MTV Video Music Awards | Artist To Watch      | "Miss Movin' On" | Venceu[carece de fontes?]   |
| 2014 | Teen Choice Awards     | Choice Break-Up Song | "Miss Movin' On" | Indicado[carece de fontes?] |

## Paradas musicais
Em sua primeira semana, a canção vendeu 37,000 downloads digitais e teve 489,000 streams nos Estados Unidos, debutando em 89ª na Billboard Hot 100, principal parada de singles do país. A 15 de agosto, a faixa reentrou na parada com um novo pico na posição de número oitenta e três e, na semana seguinte, subiu para a posição setenta e oito até atingir seu pico em setenta e seis. "Miss Movin' On" tem a distinção de ser o primeiro single de um ex-participante da edição norte-americana do The X Factor a entrar na Billboard Hot 100, aonde ficou onze semanas. A faixa também passou nove semanas na parada Pop Songs, onde alcançou a 27ª posição. O single também apareceu nas paradas Streaming Songs, em quarenta e cinco e na Top Heatseekers, na quarta posição. Na Nova Zelândia, a canção debutou no número vinte e sete. Pouco tempo depois do lançamento do próximo single "BO$$" em 2014, "Miss Movin' On" foi certificado como Ouro nos Estados Unidos por ter vendido mais de 500,000 cópias no país.
| País/Parada (2013)                 | Melhor posição |
| ---------------------------------- | -------------- |
| Estados Unidos - Billboard Hot 100 | 76             |
| Estados Unidos - Digital Songs     | 46             |
| Estados Unidos - Heatseekers       | 4              |
| Estados Unidos - Mainstream Top 40 | 26             |
| Estados Unidos - Pop Songs         | 27             |
| Estados Unidos - Streaming Songs   | 45             |
| Nova Zelândia - RIANZ              | 27             |

| País           | Associação | Certificação | Vendas   |
| -------------- | ---------- | ------------ | -------- |
| Estados Unidos | RIAA       | Ouro         | 500,000+ |
| Venezuela      | APROFON    | Ouro         | 15,000+  |

## Créditos de Produção
- Compositores - Jason Evigan, Lindy Robbins, Julia Michaels, Mitch Allan.
- Produção - The Suspex.
- Produção vocal - Dan Book.
- Mixagem - Serban Ghenea.
- Engenharia acústica - John Hanes.
- Gravado nos estúdios "The Guest House Studios" e "Arundel Studios".